# 어니스트 리먼
어니스트 폴 리먼(영어: Ernest Paul Lehman, 1915년 12월 8일 ~ 2005년 7월 2일)은 미국의 각본가다. 1940년대부터 1970년대까지 활동하면서 여러 영화 각본을 썼다. 아카데미 각본상에 후보로 4번 올랐으나 수상하지는 못했으며, 대신 2001년에 아카데미 공로상을 받았다. 각본 외에 영화 제작자로도 활동하였다. 주요 작품으로 《사운드 오브 뮤직》, 《북북서로 진로를 돌려라》, 《웨스트 사이드 스토리》가 있다.

## 작품 목록
| 연도 | 제목                             | 원제                            | 감독              | 비고                                    |
| ---- | -------------------------------- | ------------------------------- | ----------------- | --------------------------------------- |
| 1949 | 내막                             | The Inside Story                | 앨런 드완         |                                         |
| 1954 | 중역실                           | Executive Suite                 | 로버트 와이즈     |                                         |
| 1954 | 사브리나                         | Sabrina                         | 빌리 와일더       | 아카데미 각본상 후보                    |
| 1956 | 왕과 나                          | The King and I                  | 월터 랑           |                                         |
| 1956 | 상처 뿐인 영광                   | Somebody Up There Likes Me      | 로버트 와이즈     |                                         |
| 1957 | 성공의 달콤한 향기               | Sweet Smell of Success          | 알렉산더 매켄드릭 |                                         |
| 1959 | 북북서로 진로를 돌려라           | North by Northwest              | 앨프리드 히치콕   | 아카데미 각본상 후보                    |
| 1960 | 고독한 관계                      | From the Terrace                | 맥 롭슨           |                                         |
| 1961 | 웨스트 사이드 스토리             | West Side Story                 | 로버트 와이즈     | 아카데미 각본상 후보                    |
| 1963 | 국제 음모                        | The Prize                       | 마크 롭슨         |                                         |
| 1965 | 사운드 오브 뮤직                 | The Sound of Music              | 로버트 와이즈     |                                         |
| 1966 | 누가 버지니아 울프를 두려워 하랴 | Who's Afraid of Virginia Woolf? | 마이크 니콜스     | 제작자 겸임 아카데미 작품상·각본상 후보 |
| 1969 | 헬로 돌리                        | Hello, Dolly!                   | 진 켈리           | 제작자 겸임 아카데미 작품상 후보        |